# Écuelles (Sena i Marne)
Écuelles és un antic municipi i actual municipi delegat francès, situat al departament de Sena i Marne i a la regió de Illa de França. L'any 2007 tenia 2.543 habitants.
Va desaparèixer a finals del 2014 al unir-se al municipi de Moret-sur-Loing i crear Orvanne.

## Demografia

### Població
El 2007 la població de fet d'Écuelles era de 2.543 persones. Hi havia 873 famílies, de les quals 174 eren unipersonals (87 homes vivint sols i 87 dones vivint soles), 211 parelles sense fills, 420 parelles amb fills i 68 famílies monoparentals amb fills.
La població ha evolucionat segons el següent gràfic:
Habitants censats

### Habitatges
El 2007 hi havia 963 habitatges, 894 eren l'habitatge principal de la família, 26 eren segones residències i 43 estaven desocupats. 836 eren cases i 123 eren apartaments. Dels 894 habitatges principals, 729 estaven ocupats pels seus propietaris, 149 estaven llogats i ocupats pels llogaters i 16 estaven cedits a títol gratuït; 19 tenien una cambra, 63 en tenien dues, 131 en tenien tres, 253 en tenien quatre i 428 en tenien cinc o més. 727 habitatges disposaven pel capbaix d'una plaça de pàrquing. A 374 habitatges hi havia un automòbil i a 447 n'hi havia dos o més.

### Piràmide de població
La piràmide de població per edats i sexe el 2009 era:
| Homes | Edats   | Dones |
| ----- | ------- | ----- |
| 0     | 95 o +  | 0     |
| 0     | 90 a 94 | 8     |
| 4     | 85 a 89 | 4     |
| 4     | 80 a 84 | 12    |
| 12    | 75 a 79 | 28    |
| 24    | 70 a 74 | 28    |
| 28    | 65 a 69 | 60    |
| 40    | 60 a 64 | 44    |
| 40    | 55 a 59 | 36    |
| 112   | 50 a 54 | 88    |
| 128   | 45 a 49 | 84    |
| 104   | 40 a 44 | 132   |
| 124   | 35 a 39 | 112   |
| 56    | 30 a 34 | 108   |
| 32    | 25 a 29 | 48    |
| 48    | 20 a 24 | 52    |
| 104   | 15 a 19 | 88    |
| 100   | 10 a 14 | 136   |
| 120   | 5 a 9   | 96    |
| 84    | 0 a 4   | 92    |

## Economia
El 2007 la població en edat de treballar era de 1.700 persones, 1.316 eren actives i 384 eren inactives. De les 1.316 persones actives 1.190 estaven ocupades (615 homes i 575 dones) i 125 estaven aturades (58 homes i 67 dones). De les 384 persones inactives 86 estaven jubilades, 192 estaven estudiant i 106 estaven classificades com a «altres inactius».

### Ingressos
El 2009 a Écuelles hi havia 914 unitats fiscals que integraven 2.540,5 persones, la mediana anual d'ingressos fiscals per persona era de 20.907 €.

### Activitats econòmiques
Dels 121 establiments que hi havia el 2007, 15 eren d'empreses extractives, 2 d'empreses de fabricació de material elèctric, 1 d'una empresa de fabricació d'elements pel transport, 3 d'empreses de fabricació d'altres productes industrials, 24 d'empreses de construcció, 25 d'empreses de comerç i reparació d'automòbils, 5 d'empreses de transport, 7 d'empreses d'hostatgeria i restauració, 3 d'empreses d'informació i comunicació, 1 d'una empresa financera, 3 d'empreses immobiliàries, 14 d'empreses de serveis, 11 d'entitats de l'administració pública i 7 d'empreses classificades com a «altres activitats de serveis».
Dels 33 establiments de servei als particulars que hi havia el 2009, 6 eren tallers de reparació d'automòbils i de material agrícola, 1 taller d'inspecció tècnica de vehicles, 5 paletes, 2 guixaires pintors, 6 fusteries, 3 lampisteries, 2 electricistes, 2 empreses de construcció, 2 perruqueries, 1 veterinari, 2 restaurants i 1 agència immobiliària.
Dels 6 establiments comercials que hi havia el 2009, 2 eren supermercats, 1 una botiga de menys de 120 m² i 3 floristeries.
L'any 2000 a Écuelles hi havia 7 explotacions agrícoles.

## Equipaments sanitaris i escolars
El 2009 hi havia 1 farmàcia i 1 ambulància.
El 2009 hi havia 1 escola maternal i 1 escola elemental.

## Poblacions més properes
El següent diagrama mostra les poblacions més properes.